# Marsden (West Yorkshire)
Marsden ist ein Dorf im Metropolitan Borough Kirklees in der Grafschaft West Yorkshire, England. Es liegt in den South Pennines in der Nähe des Peak District, der im Süden liegt. Das Dorf liegt 7 Meilen (11 km) westlich von Huddersfield am Zusammenfluss des Flusses Colne und des Wessenden Brooks. Es war ein wichtiges Zentrum für die Produktion von Wolltuch, mit Schwerpunkt in der Bank Bottom Mill, die 2003 geschlossen wurde. Die Einwohnerzahl lag 2019 bei 3756.

## Geschichte
Marsden wurde im 19. Jahrhundert durch die Produktion von Wolltuch wohlhabend. Es ist immer noch die Heimat der Bank Bottom Mill, die später als Marsden Mill bekannt wurde, und die Heimat von John Edward Crowther Ltd, früher eine der größten Mühlen in Yorkshire. Die Crowthers zogen 1876 nach Marsden und begannen die lange und profitable Tuchherstellung in der Stadt.
In den 1930er Jahren umfasste Bank Bottom Mill eine Fläche von 14 Acres, hatte 680 Webstühle und bot 1900 Arbeitern Arbeit.
Die Kirche St. Bartholomew wurde 1899 fertiggestellt, obwohl das Kirchenschiff und das Seitenschiff bereits seit 1895 genutzt wurden, als die vorherige Kapelle abgerissen wurde. Der Turm wurde 1911 gebaut, das Gemeindehaus 1924 (mit einem Anbau 1978). 